# Remontée dos
 (mars 2025).
Si vous disposez d'ouvrages ou d'articles de référence ou si vous connaissez des sites web de qualité traitant du thème abordé ici, merci de compléter l'article en donnant les références utiles à sa vérifiabilité et en les liant à la section « Notes et références ».
 (mars 2025).
La remontée dos est la première partie d'une boucle débutée avion sur le dos. Le pilote pousse sur le manche pour faire monter le capot de l'avion vers le ciel. La figure se termine à plat, en vol ventre dans le sens opposé du départ. La deuxième partie de la boucle inversée est le passage par l'avant.
Une des difficultés de cette figure est la bonne gestion de l'énergie de l'avion. Débutée sans assez de vitesse ou sans cadencer le tangage, elle ne peut être terminée. Débutée avec beaucoup de vitesse, ce sont les limites d'accélération négatives pilote comme avion qui peuvent être proches.
De plus, à partir du premier tiers, le pilote ne voit plus le sol devant lui et éprouve souvent des difficultés à garder une trajectoire droite en se référant seulement à l'horizon sur les côtés de l'avion.